# Hippodamia (con của Oenomaus)

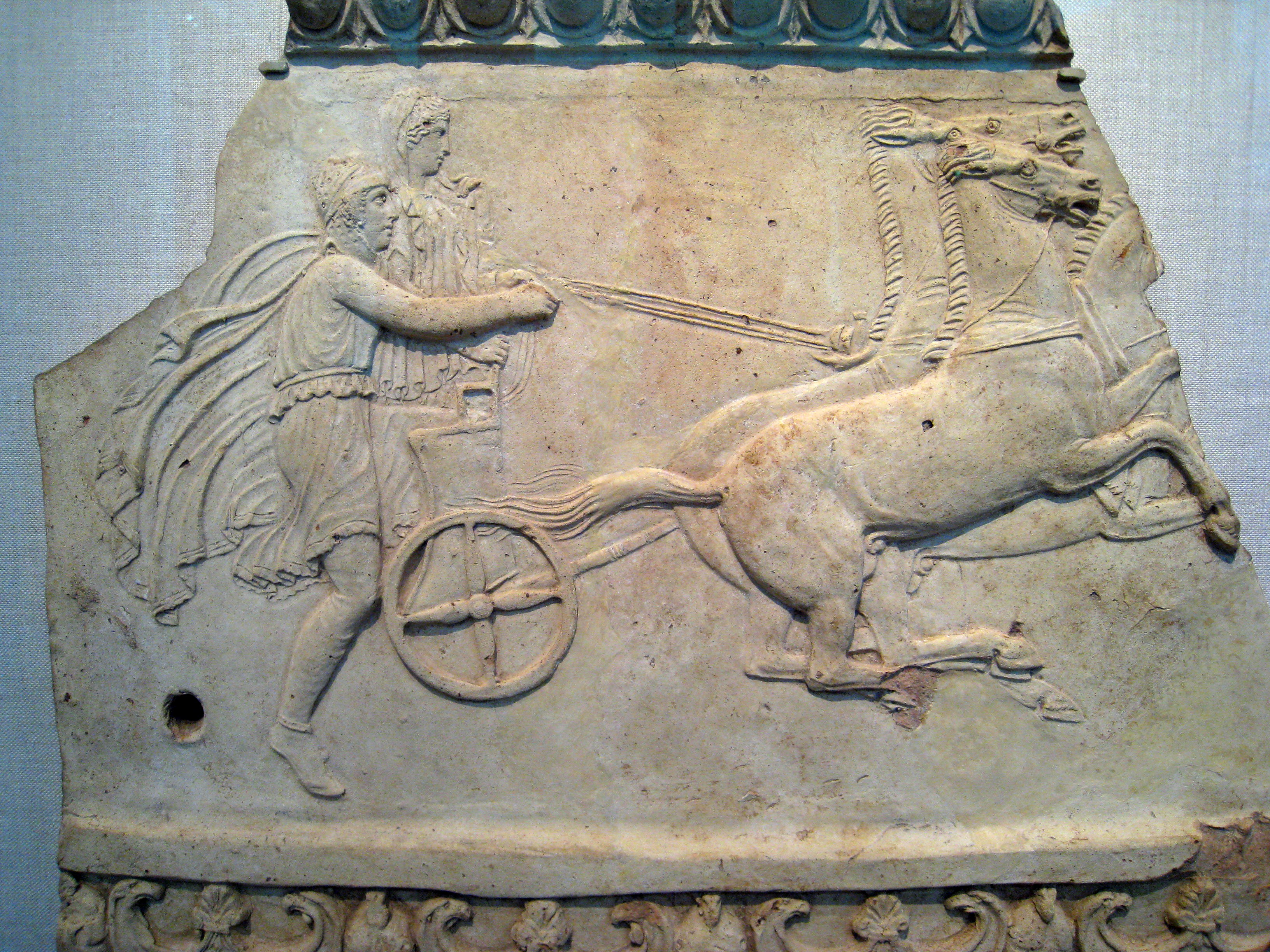
Pelops và Hippodamia.

Hippodamia (/ˌhɪpoʊdəˈmaɪ.ə/, /hɪˌpɒdə-/; còn gọi là Hippodamea hay Hippodameia; tiếng Hy Lạp cổ: Ἱπποδάμεια  là một nhân vật trong thần thoại Hy Lạp. Bà là hoàng hậu của thành Pisa với tư cách là vợ của vua Pelops.

## Phả hệ
Hippodamia là con gái của vua Oenomaus thành Pisa với Sterope (con gái của Atlas và Pleione) hoặc Evarete (con gái của Acrisius với Eurydice) hoặc Eurythoe (con gái của Danaus). Có thể bà có chị em gái là Leucippus và Alcippe, vợ của Evenus và mẹ của Marpessa.
Hippodamia kết hôn với Pelops, con trai của Tantalus thành Lydia. Những người con gái của họ là Astydameia, Nicippe, Lysidice, Mytilene và Eurydice. Còn những người con trai là Atreus, Thyestes, Pittheus, Alcathous, Troezen, Hippalcimus, Copreus, Dias và Hippasus. Aelius, Cleonymus, Sciron, Argeius, Corinthius, Pysponteus và Pleisthenes cũng được liệt kê là những người con trai của bà.

## Thần thoại
Cha của Hippodamia là vua Oenomaus thành Pisa được nghe một lời sấm truyền rằng ông sẽ bị con rể của mình giết chết. Vì vậy, khi những chàng trai từ khắp nơi đến cầu hôn Hippodamia, Oenomaus tuyên bố rằng họ chỉ có thể cưới con gái ông nếu họ đánh bại ông trong một cuộc đua xe ngựa với ông, còn nếu thua thì họ sẽ phải bị nộp mạng. Mười tám người cầu hôn Hippodamia đã bị giết và bị vua Oenomaus bêu đầu trên những cột gỗ trong cung điện thành Pisa. Nhà địa lý Pausanias viết vào cuối thế kỷ II TCN rằng Pelops đã dựng một tượng đài để vinh danh tất cả những người cầu hôn đi trước ông, và liệt kê tên của họ như sau:
1. Marmax
2. Alcathous, con trai của Porthaon
3. Euryalus
4. Eurymachus
5. Crotalus
6. Acrias thành Lacedaemon
7. Capetus
8. Lycurgus
9. Lasius
10. Chalcodon
11. Tricolonus
12. Aristomachus
13. Prias
14. Pelagon
15. Aeolius
16. Cronius
17. Erythras, con trai của Leucon
18. Eioneus, con trai của Magnes

Pelops, con trai của vua Tantalus thành Lydia tới thành Pisa để ngỏ lời kết duyên với Hippodamia. Để giành được chiến thắng, Pelops hoặc Hippodamia đã cầu xin người hầu Myrtilus là con trai của thần Hermes giúp đỡ làm hỏng chiếc xe ngựa thần thánh mà vua Oenomaus được ban tặng, và thứ Myrtilus nhận lại được sẽ là nửa vương quốc của Oenomaus cũng như được nằm chung giường với Hippodamia trong đêm tân hôn đầu tiên. Cuộc đua đã bắt đầu, tưởng chừng như vua Oenomaus sẽ giành chiến thắng vì tốc độ của cỗ xe ngựa còn nhanh hơn là của Pelops. Nhưng vì Pelops đã được sự giúp đỡ của Myrtilus nên cỗ xe ngựa của Oenomaus vỡ tan tành khiến cho Oenomaus chết ngay trên cỗ xe và Pelops đã giành chiến thắng. 
Pelops đã cưới Hippodamia làm vợ nhưng lại quên ơn nghĩa với Myrtilus. Anh nghĩ ra kế để giết Myrtilus. Trước khi chết, Myrtilus nguyền rủa rằng thế hệ con cháu của Pelops sẽ có một mối thù truyền kiếp, đó là bắt đầu từ hai anh em sinh đôi Atreus và Thyestes, một trong số những người con trai của Pelops với Hippodamia.